# 陳善同
陳善同（?—?），河南省汝寧府信陽州人，清朝政治人物，進士出身。

## 生平
光緒二十三年（1897年）丁酉科河南鄉試第一名舉人。光緒二十九年（1903年），登進士，同年闰五月，改翰林院庶吉士。光緒三十三年，授翰林院編修。同年改監察御史。宣統元年，任協理遼瀋道監察御史、次年改新疆道監察御史。

### 書目
- （清）法式善等，《清秘述聞三種》，中華書局，清代史料筆記叢刊，ISBN：ISBN 7101017428。
- 《大清德宗同天崇运大中至正经文纬武仁孝睿智端俭宽勤景皇帝实录》